# ویکی میشل
ویکی میشل (انگلیسی: Vicki Michelle؛ زادهٔ ۱۴ دسامبر ۱۹۵۰) مجری رادیو، بازیگر و تهیه‌کننده فیلم اهل بریتانیا است. وی از سال ۱۹۶۸ میلادی تاکنون مشغول فعالیت بوده‌است.
از فیلم‌ها یا مجموعه‌های تلویزیونی که وی در آن‌ها نقش داشته‌است، می‌توان به مقتدر یونانی، حرفه‌ای‌ها، مسترشف، اسپکتر، سنتینل و فضا: ۱۹۹۹ اشاره نمود.